# Саарде (волость)
Са́арде (ест. Saarde vald) — волость в Естонії, адміністративна одиниця самоврядування в повіті Пярнумаа.

## Географічні дані
Площа волості — 706,9 км2, чисельність населення на 1 січня 2015 року становила 3733 особи.

## Населені пункти
Адміністративний центр — місто Кілінґі-Нимме (Kilingi-Nõmme linn) без статусу муніципалітету.
На території волості також розташовані:
селище Тігеметса (Tihemetsa alevik)
та 23 села (ест. küla):
Вееліксе (Veelikse), Війзірейу (Viisireiu), Вяльякюла (Väljaküla), Каліта (Kalita), Камалі (Kamali), Канакюла (Kanaküla), Кярсу (Kärsu), Лайксааре (Laiksaare), Ланксааре (Lanksaare), Лейпсте (Leipste), Лодья (Lodja), Марана (Marana), Маріна (Marina), Мустла (Mustla), Ойссааре (Oissaare), Пігке (Pihke), Рейну (Reinu), Саарде (Saarde), Сіґасте (Sigaste), Талі (Tali), Тууліку (Tuuliku), Тилла (Tõlla), Яер'я (Jäärja).

## Історія

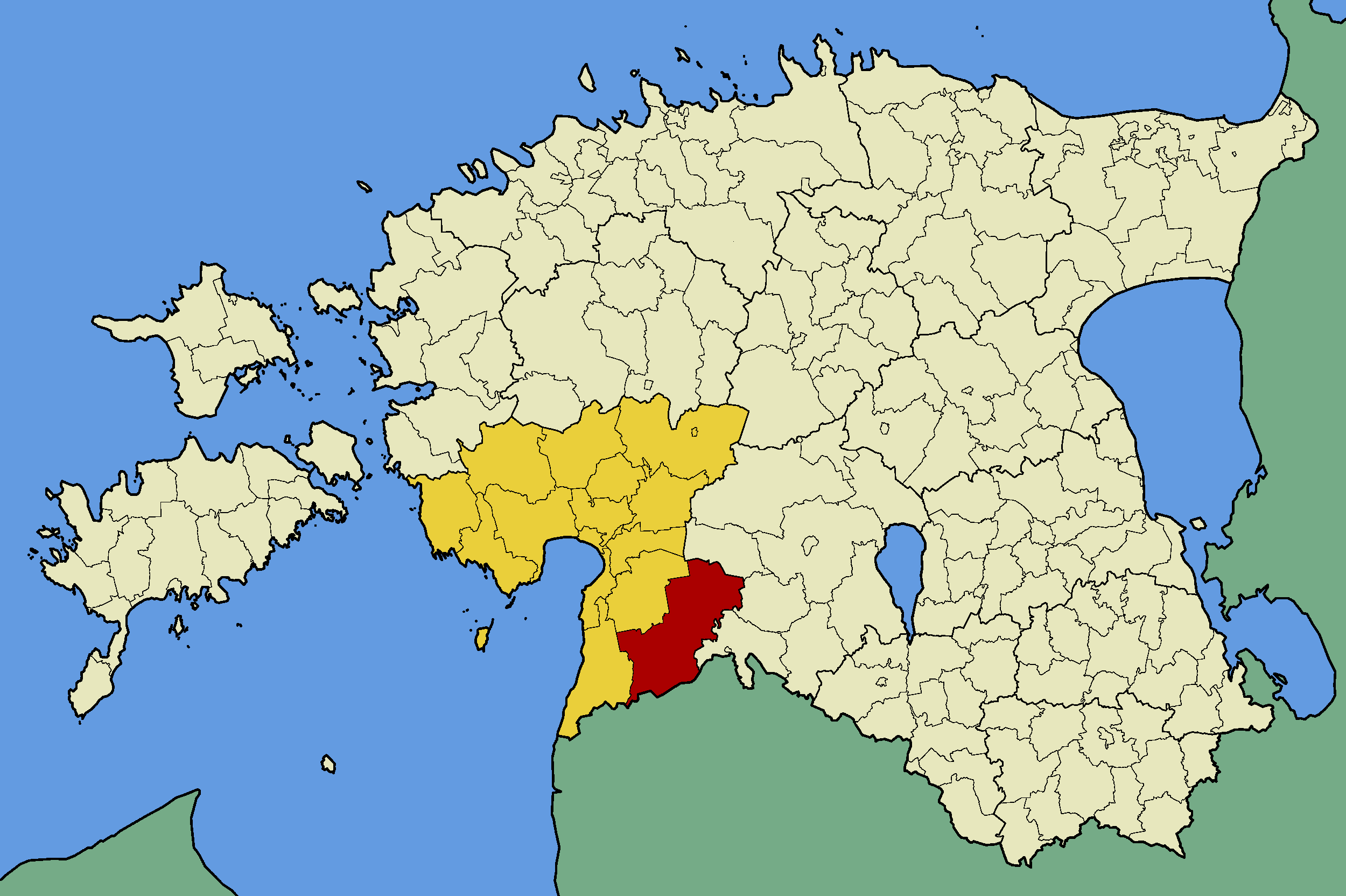
Волость Саарде до реформи 2017 року

16 жовтня 2005 року волость Талі (Tali vald) була скасована, а її територія приєднана до волості Саарде. Також до складу волості ввійшло місто Кілінґі-Нимме, яке втратило статус муніципалітету.
4 лютого 2007 року від села Канакюла відокремлене нове поселення — село Ойссааре.